# Thomas Schererbauer

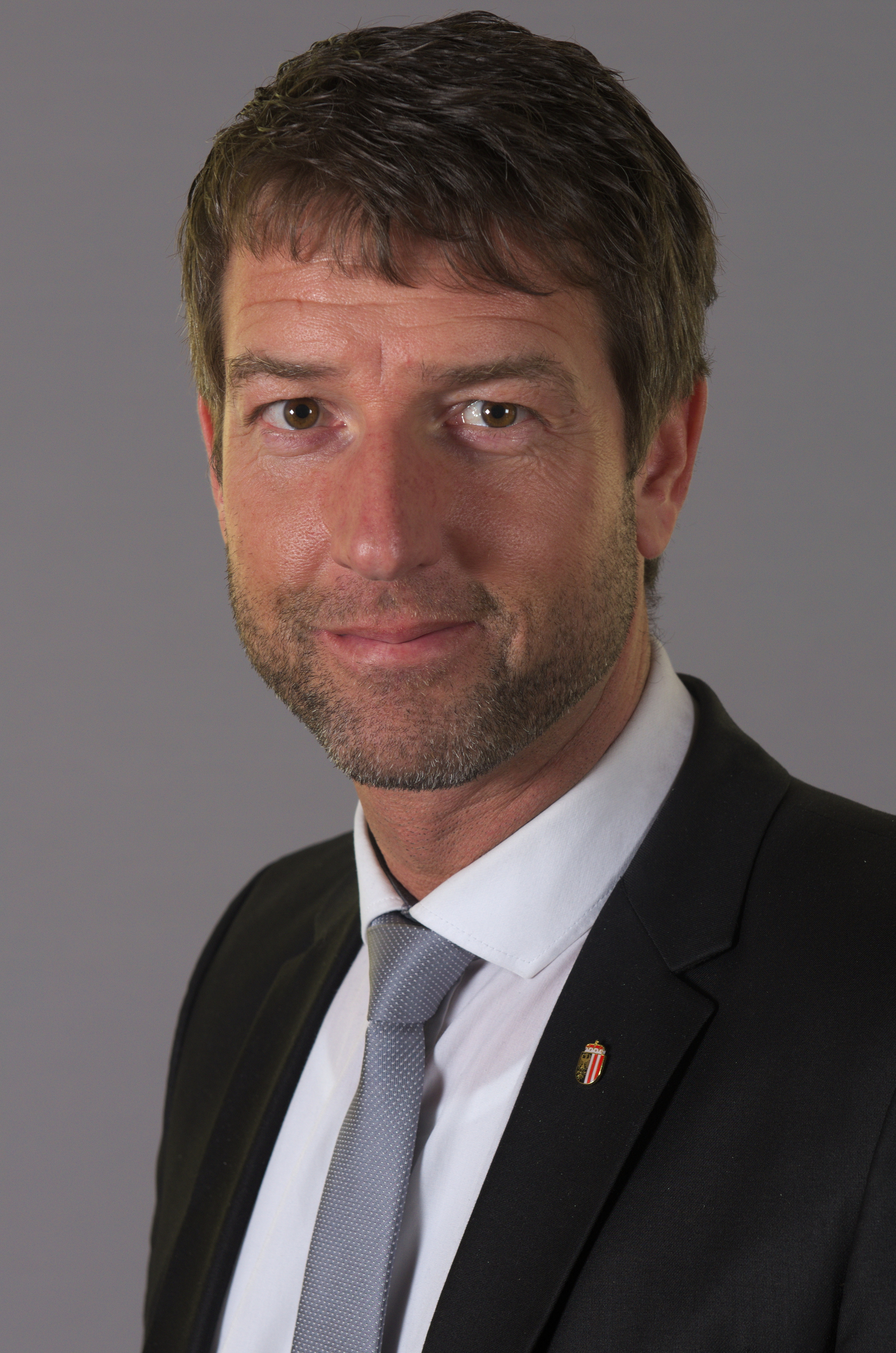
Thomas Schererbauer (2017)

Thomas Schererbauer (* 23. Dezember 1972 in Schärding) ist ein österreichischer Politiker (FPÖ) und Versicherungskaufmann. Schererbauer war von 2015 bis zum 22. Oktober 2021 aus dem Bundesland Oberösterreich entsandtes Mitglied des österreichischen Bundesrats.

## Ausbildung und Beruf
Thomas Schererbauer wuchs in der Gemeinde Esternberg im oberösterreichischen Bezirk Schärding auf, wo er von 1979 bis 1983 die Volksschule und von 1983 bis 1987 die Hauptschule besuchte. Von 1987 bis 1988 war er kurzzeitig am Oberstufenrealgymnasium in Linz, ehe er an die Höhere Lehranstalt für Tourismus in Bad Ischl wechselte. Seit dem 1. Juni 1992 ist Thomas Schererbauer beruflich als Versicherungskaufmann bei der Allianz-Versicherung tätig und ist dort Zentralbetriebsrat. 2001 begann er darüber hinaus eine Ausbildung zum Versicherungsmakler. Mittlerweile trägt Schererbauer den Berufstitel Bezirksdirektor.

## Politischer Werdegang
Im Jahr 1997 wurde Thomas Schererbauer erstmals in seiner Heimatgemeinde Esternberg in den Gemeinderat gewählt. Seit 2009 ist er Mitglied des Esternberger Gemeindevorstands. Nach der Landtagswahl in Oberösterreich 2015, bei der die FPÖ starke Zugewinne verzeichnen konnte, wurde Schererbauer mit 23. Oktober 2015 vom oberösterreichischen Landtag in den Bundesrat nach Wien entsandt.
Nach der Landtagswahl 2021 schied er aus dem Bundesrat aus.